# Vracovice (kraj środkowoczeski)
Vracovice – wieś i gmina w Czechach, w powiecie Benešov, w kraju środkowoczeskim. Według danych z dnia 1 stycznia 2023 liczyła 397 mieszkańców.